# 페루초 파리
페루초 파리(Ferruccio Parri, 1890년 1월 19일 ~ 1981년 12월 8일)는 레시스텐자 출신 이탈리아의 정치인이다. 1945년 하반기 동안 이탈리아의 제29대 총리로 재임하였다. 저항하는 동안 그는 마우리치오(Maurizio)로 알려져 있었다.